# Diphyus ater
Diphyus ater là một loài tò vò trong họ Ichneumonidae.